# Будинок Габашвілі (Тбілісі)

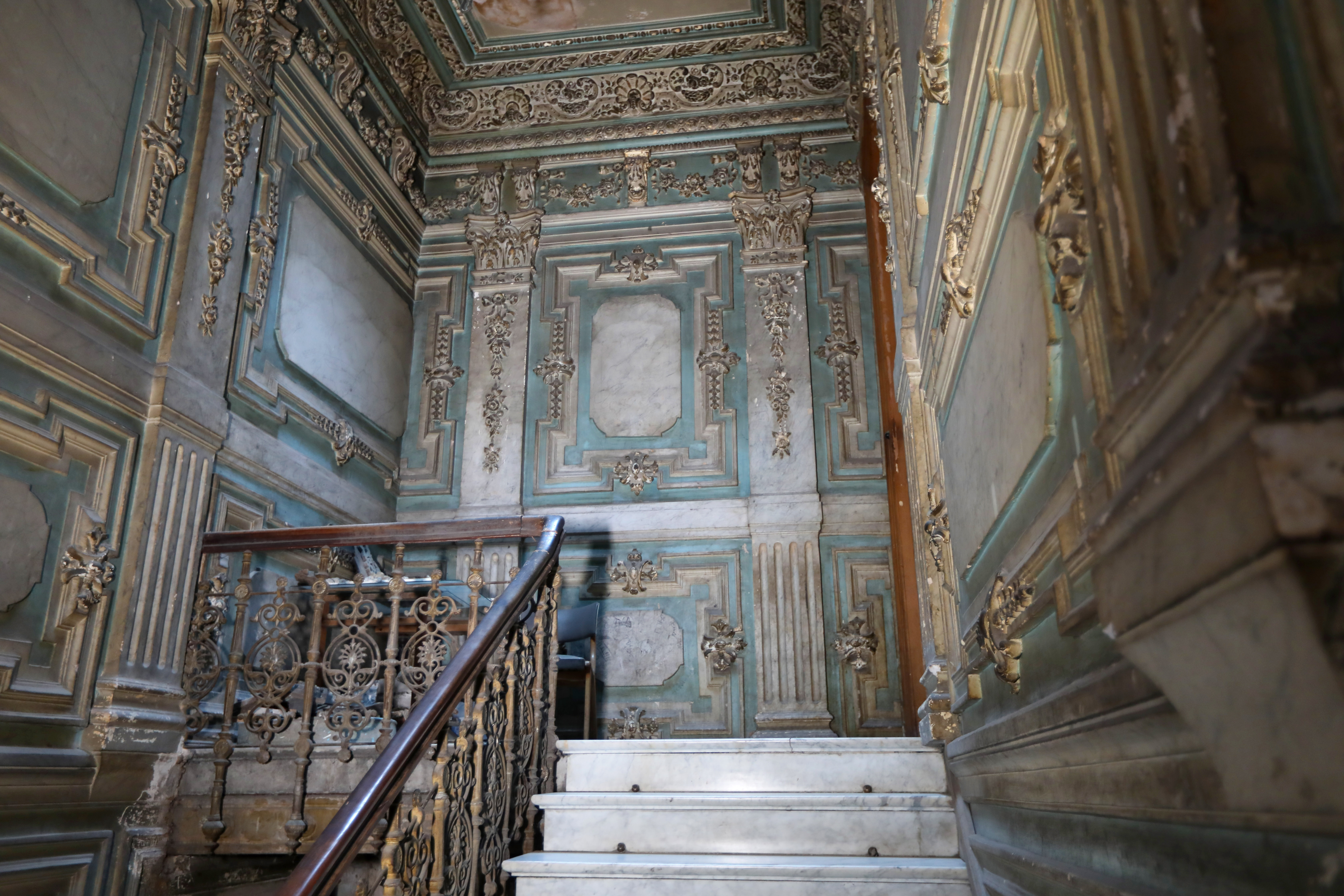
Інтер'єр

Будинок князя Василя Габашвілі (груз. თავად ვასილ გაბაშვილის სახლი) — житловий будинок, пам'ятник архітектури XIX століття, пам'ятник 5.

## Історія
Побудований архітектором Корнелієм Татіщевим для князя Василя Іларіоновича Габашвілі у 1896.
Будинок як посаг був відданий дочці князя Дар'ї, коли та вийшла заміж за медика Миколи Кіпшидзе (1887-1954).
Після встановлення радянської влади колишні господарі були «ущільнені» — половину житлоплощі (перший поверх) було заселено новими мешканцями. Проте високе становище Кіпшидзе, який зробив кар'єру за нової влади, врятувало від великих утисків.
У 1960-ті нащадкам колишніх господарів вдалося викупити квартири на першому поверсі і повне володіння будинком було відновлено.
Будівля постраждала під час аварії на канатній дорозі з проспекту Руставелі на гору Мтацмінда 1 червня 1990. Через обрив троса, що несе, і не спрацьовування гальмівної системи кабіни впали на дах будинку, загинули люди.